# Smågrönsjöarna
Smågrönsjöarna är en sjö i Västerviks kommun i Småland och ingår i Botorpsströmmens huvudavrinningsområde. Sjöns area är 0,04 kvadratkilometer och den befinner sig 53 meter över havet.